# Милош Митић
Милош Митић (Ужице, 4. децембар 1987 — 19. септембар 2018) био је српски атлетичар и параолимпијац.
Рођен је у Ужицу, где је живео до 2007. године када преселио у Београд и уписао Електротехнички факултет. Од 2011. године бавио се атлетиком за особе са инвалидитетом, дисциплина бацање чуња. Наступао је на разним међународним такмичењима, а од 2014. године забележио значајне резултате у својој дисциплини, освајајући сребрну медаљу на ЕП у Велсу, бронзану медаљу на СП у Дохи 2015 и у Берлину 2018. године.
Напорним радом постиже све боље спортске резултате, померајући сопствене границе, које је развијао још као дете бавећи се разним спортовима. Највећи резултат постиже на параолимпијским играма 2016. године када осваја сребрну медаљу са личним рекордом 26,84. На подијуму се нашао заједно са Жељком Димитријевићем који је освојио златну медаљу.
Преминуо је 19. септембра 2018. године од последица можданог удара.

## Награде

### Друге награде
- 2016: Награда Браћа Карић